# Bombus gerstaeckeri
Bombus gerstaeckeri là một loài Hymenoptera trong họ Apidae. Loài này được Morawitz mô tả khoa học năm 1881.